# Arrondissement di Bergerac
L'arrondissement di Bergerac è un arrondissement dipartimentale della Francia situato nel dipartimento della Dordogna, nella regione della Nuova Aquitania.

## Storia
Fu creato nel 1800 sulla base dei preesistenti distretti.

## Composizione
L'arrondissement è composto da 159 comuni raggruppati in 14 cantoni:
- cantone di Beaumont-du-Périgord
- cantone di Bergerac-1
- cantone di Bergerac-2
- cantone di Le Buisson-de-Cadouin
- cantone di Eymet
- cantone di Issigeac
- cantone di La Force
- cantone di Lalinde
- cantone di Monpazier
- cantone di Sainte-Alvère
- cantone di Sigoulès
- cantone di Vélines
- cantone di Villamblard
- cantone di Villefranche-de-Lonchat